# Gevlekte tandkwartel
De gevlekte tandkwartel (Odontophorus guttatus) is een vogel uit de familie Odontophoridae. De wetenschappelijke naam van de soort is voor het eerst geldig gepubliceerd in 1838 door Gould.

## Voorkomen
De soort komt voor van het zuiden van Mexico tot Panama.

## Beschermingsstatus
De totale populatie is in 2019 geschat op 50-500 duizend volwassen vogels. Op de Rode Lijst van de IUCN heeft de soort de status niet bedreigd.